# 104052 Zachery
104052 Zachery è un asteroide della fascia principale. Scoperto nel 2000, presenta un'orbita caratterizzata da un semiasse maggiore pari a 2,6493192 UA e da un'eccentricità di 0,2226725, inclinata di 12,48217° rispetto all'eclittica.